# Chaerephon pumilus
Chaerephon pumilus é uma espécie de morcego da família Molossidae. Pode ser encontrada na África subsaariana e Madagascar.